# Noche transfigurada
Noche transfigurada, Op. 4 (título original: Verklärte Nacht) es un sexteto de cuerdas en un movimiento del compositor austríaco Arnold Schönberg de 1899, considerado como su primera obra importante. Fue inspirado por el poema homónimo de Richard Dehmel,además de la gran inspiración que le proporcionó el conocer a Mathilde von Zemlinsky (la hermana de su profesor Alexander von Zemlinsky), con quien más adelante contraería nupcias. Schönberg compuso este complejo y apasionado sexteto tres semanas después de conocer a Mathilde.

## El poema
El poema de Dehmel describe a un hombre y una mujer caminando a través de un oscuro bosque a la luz de la luna; la mujer confiesa su secreto más oscuro con su amante: está embarazada de un extraño. Los estados de ánimo y sensaciones que emanan del poema de Dehmel son reflejados en la composición en 3 secciones, comenzando por la tristeza de la confesión de la mujer; un interludio de carácter neutral donde se perciben las sensaciones del hombre al recibir la noticia; y un finale, cuando el hombre le brinda aceptación y perdón a la mujer: O sieh, wie klar das Weltall schimmert! Es ist ein Glanz um Alles her («¡Mira cuan claro el Universo reluce! Hay un brillo alrededor de todo»).

| Zwei Menschen gehn durch kahlen, kalten Hain; der Mond läuft mit, sie schaun hinein. Der Mond läuft über hohe Eichen; kein Wölkchen trübt das Himmelslicht, in das die schwarzen Zacken reichen. Die Stimme eines Weibes spricht: |  | Dos personas caminan a través de un desnudo bosque frío; La luna corre sobre ellos, se miran en ella. La luna corre sobre los altos robles; ninguna nubecita oscurece la luz del cielo adonde las negras ramas se extienden. La voz de una mujer habla: |
| |  | |
| „Ich trag ein Kind, und nit von Dir, ich geh in Sünde neben Dir. Ich hab mich schwer an mir vergangen. Ich glaubte nicht mehr an ein Glück und hatte doch ein schwer Verlangen nach Lebensfrucht, nach Mutterglück und Pflicht; da hab ich mich erfrecht, da ließ ich schaudernd mein Geschlecht von einem fremden Mann umfangen, und hab mich noch dafür gesegnet. Nun hat das Leben sich gerächt: nun bin ich Dir, o Dir, begegnet.“ |  | “Llevo un niño, y no de ti, camino en pecado junto a ti, he cometido una gran ofensa contra mí misma. Yo ya no creía que pudiese ser feliz, y sin embargo, tenía el fuerte deseo del fruto de vida, de la felicidad de ser madre y de deber, así cometí un descaro, así, temblando, entregué mi sexo a los brazos de un hombre extraño, e incluso quedé embarazada. Ahora la vida se ha vengado: Ahora, oh a ti, te he encontrado.” |
| |  | |
| Sie geht mit ungelenkem Schritt. Sie schaut empor; der Mond läuft mit. Ihr dunkler Blick ertrinkt in Licht. Die Stimme eines Mannes spricht: |  | Ella camina con paso torpe. Levanta la vista; la luna camina junto a ellos. Sus ojos oscuros se ahogan en la luz. La voz de un hombre habla: |
| |  | |
| „Das Kind, das Du empfangen hast, sei Deiner Seele keine Last, o sieh, wie klar das Weltall schimmert! Es ist ein Glanz um alles her; Du treibst mit mir auf kaltem Meer, doch eine eigne Wärme flimmert von Dir in mich, von mir in Dich. Die wird das fremde Kind verklären, Du wirst es mir, von mir gebären; Du hast den Glanz in mich gebracht, Du hast mich selbst zum Kind gemacht.“                                            |  | “El niño que has recibido, que no cargue sobre tu alma. Solo mira ¡cuán claro el Universo reluce! Hay un brillo alrededor de todo; tú flotas junto a mí en mar frío, pero un calor especial parpadea desde ti hacia mí, desde mí hacia ti. Ese transfigurará al niño, a mí, de mí me lo nacerás. por ti me ha entrado el resplandor, has hecho un niño de mí mismo.”                                                                |
| |  | |
| Er faßt sie um die starken Hüften. Ihr Atem mischt [o küsst] sich in den Lüften. Zwei Menschen gehn durch hohe, helle Nacht. |  | Él posa su mano en sus anchas caderas. Sus alientos se entremezclan [o se besan] en el aire. Dos personas caminan a través de la alta noche luminosa. |

## La música
Schönberg, uno de los líderes del movimiento musical que llevaría al descubrimiento del atonalismo y, asimismo, padre del dodecafonismo, es tal vez más conocido por «Noche Transfigurada» que por otras de sus obras. Esta obra es descendiente directa de un linaje de obras del postromanticismo alemán, donde es notoria una gran influencia de las complejas armonías cromáticas de Richard Wagner y Johannes Brahms que llevan a la tonalidad a su límite, y rozan al atonalismo. Schönberg, sin embargo, mantiene un gran lirismo y musicalidad a lo largo de toda la obra, más que en cualquiera de sus obras posteriores.[cita requerida]
El único movimiento del sexteto consiste en 5 secciones que corresponden con la estructura del poema en el cual está basado, y los temas de cada sección constituyen una verdadera metamorfosis musical de la narrativa y el discurso del poema. Como tal, esta obra es uno de los primeros ejemplos de música programática escritos para un conjunto de cámara.
La partitura original fue concebida para 2 violínes, dos violas y dos violoncellos. En 1917, Schönberg arregló la obra para orquesta de cuerdas (lo cual era bastante común entre los compositores de la época), arreglo que fue posteriormente revisado en 1943. También existe una versión para trío de piano escrita por Eduard Steuermann. La versión para orquesta de cuerdas es la más popular de todas y ha sido frecuentemente interpretada y grabada. Noche Transfigurada ha servido también como base de varios ballets.

## Recepción
Verklärte Nacht generó polémicas cuando fue estrenada en 1902. Esto puede haberse debido ya sea al sonido modernístico que le imprimía el uso tan saturado de armonías cromáticas, jugando al límite con la atonalidad, así también como las explícitas referencias a temáticas sexuales por parte del poema de Dehmel. Esta obra posee la peculiaridad de que, aunque es una obra en la que prevalece la armonía tradicional basada en acordes por terceras, no existe un centro tonal estable. Además, el uso de un "inexistente" acorde de novena invertido («inexistente» por el hecho de no haber sido categorizado previamente, y, por lo tanto, prohibido) causó controversia y resultó en el rechazo de la obra por parte de la Sociedad de Música de Viena (Wiener Tonkünstlerverein). Schönberg resaltó «y así (la obra) no puede ser interpretada, ya que no se puede interpretar lo que no existe».

## Estreno
La obra fue estrenada el 18 de marzo de 1902 en la Sociedad Musical Vienesa por el Cuarteto Rosé, junto a los músicos invitados Franz Jelinek y Franz Schmidt. Arnold Rosé y Albert Bachrich tocaron los violines, Anton Ruzitska y Franz Jelinek las violas, y Friedrich Buxbaum y Franz Schmidt los cellos.